# Snecma M88
M88 là loại động cơ máy bay tuốc bin phản lực cánh quạt có khả năng đốt sau của hãng sản xuất động cơ Snecma Pháp chế tạo cho loại máy bay Dassault Rafale.

## Các phiên bản
- M88-2: Mẫu được công bố năm 2003 với các cải tiến để kéo dài thời gian sử dụng của động cơ và giảm chi phí bảo trì.
- M88-4E: Mẫu được công bố năm 2008 với các cải tiến để kéo dài thời gian sử dụng của động cơ và giảm chi phí bảo trì hơn nữa.
- M88-9: Mẫu đang được phát triển với ý định gắn trên các chiếc Dassault Rafale đang chào bán cho Các Tiểu vương quốc Ả Rập Thống nhất.